# Cimetière Cataraqui
Le cimetière Cataraqui, situé à Kingston (Ontario), est le plus grand cimetière de la ville. Créé en 1850, il est toujours en activité, et compte plus de 46 000 tombes.
Le cimetière est connu pour la tombe de John A. Macdonald, le premier à avoir occupé le poste de premier ministre du Canada. 
Sa tombe et le cimetière lui-même font partie des lieux historiques du Canada.

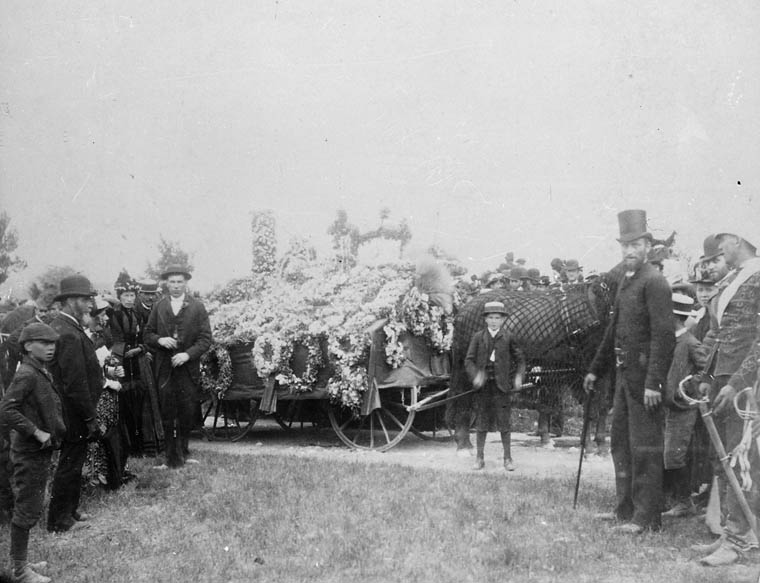
Funérailles de Sir John A. Macdonald au cimetière Cataraqui en 1891

Le cimetière contient les tombes de victimes de la première et de la deuxième guerre mondiale.